# Філатова Олена Володимирівна
Філатова Олена Володимирівна — українська фотографка, народилася в 1974 році в радянській Україні, використовує інтернет-псевдонім «KiddOfSpeed». Вона зробила собі ім'я завдяки фоторепортажу з одиночної подорожі на мотоциклі по Чорнобильській зоні відчуження. Пізніше з'явилися припущення, що історія, яка супроводжує фотографії, розказана від першої особи, була вигаданою і що фотографії були зроблені під час групової екскурсії. Її веб-сайт набув популярності після того, як його згадали на Slashdot та інших інтернет-джерелах.

## Фотографії Чорнобилю та подорож на мотоциклі
На своєму сайті Філатова опублікувала численні фотографії своєї подорожі на мотоциклі в район Чорнобильської АЕС, яку вона здійснила через 18 років після катастрофи, що сталася там. Зокрема, вона відвідала покинуте місто Прип'ять і частину зони відчуження, створеної навколо станції.
Олена Філатова зробила велику кількість фотографій покинутих будівель у зоні відчуження. На фотографіях присутні всілякі споруди та об'єкти, типові для радянського села того часу, які можна було б знайти де завгодно, але евакуація різко зупинила час для цих речей і залишила їх такими, якими вони були в 1986 році. Так, серед іншого, наявні маленькі будиночки, маскарадні костюми для прип'ятського карнавалу, занедбані школи, зруйновані автомобілі міліції та пожежної частини і навіть самих мешканців. Фотографії йдуть одна за одною та представлені таким чином, що утворюють історію подорожі мотоцикліста, який подорожує самотужки радіоактивною зоною.

## Критика та реакція
Чорнобильський гід Юрій Татарчук звинуватив Філатову в тому, що вона забронювала тур, вдягла шкіряну байкерську куртку і позувала для фотографій".
16 травня 2004 року Філатова розмістила на своєму сайті замітку, в якій заявила, що її «звинувачують у тому, що в цій історії більше поезії, ніж реальності». 24 травня вона видалила цей запис. Вона також розмістила на своїй сторінці діалог з власником сайту, який сказав, що незалежно від того, чи дійсна «поетична ліцензія» чи ні, сайт служить для того, щоб «пам'ятати забутий регіон».

## Інші проекти
Серед останніх проектів 2000-х — фоторепортаж "mur du Serpent" під Києвом, присвячений дослідженню старого муру та новіших укріплень, зведених під час Другої світової війни, а також фоторепортаж із дня Української помаранчевої революції та дослідження колишніх таборів (ГУЛАГів), побудованих за Сталінського періоду.
У квітні 2007 року Філатова додала нові фотографії Чорнобильської зони відчуження, зроблені в березні того ж року.